# Seznam chráněných území v okrese Opava
Toto je seznam chráněných území v okrese Opava aktuální k roku 2021, ve kterém jsou uvedena chráněná území v oblasti okresu Opava.
| Kód  | Obrázek                                                                          | Typ | Název                      | Rozloha (ha) | Galerie Commons                                                        | Popis území | Souřadnice                       |
| ---- | -------------------------------------------------------------------------------- | --- | -------------------------- | ------------ | ---------------------------------------------------------------------- | --- | -------------------------------- |
| 1140 |                                                                                  | PP  | Černý důl                  | 3,58         |                                                                        | Ochrana jedinečného a významného zimoviště netopýrů a další fauny i flóry na lokalitě bývalé břidličné haldy a přilehlého lesního porostu. | 49°47′50″ s. š., 17°41′42″ v. d. |
| 2457 | Černý les u Šilheřovic I.                                                        | PR  | Černý les u Šilheřovic I.  | 8,04         | Kategorie „Černý les u Šilheřovic I“ na Wikimedia Commons              | Bukový prales typický pro Oderskou nížinu | 49°53′49″ s. š., 18°16′5″ v. d.  |
| 2458 | Černý les u Šilheřovic I.                                                        | PR  | Černý les u Šilheřovic II. | 7,69         | Kategorie „Černý les u Šilheřovic II“ na Wikimedia Commons             | Přestárlý bukový prales | 49°54′21″ s. š., 18°16′21″ v. d. |
| 2472 | Dařenec                                                                          | PR  | Dařenec                    | 32,94        | Kategorie „Dařenec“ na Wikimedia Commons                               | Smíšený listnatý porost dubu, habru a lípy s bohatou květenou | 49°57′32″ s. š., 18°11′56″ v. d. |
| 1515 | Heraltický potok                                                                 | PP  | Heraltický potok           | 14,39        | Kategorie „Heraltický potok“ na Wikimedia Commons                      | Mokřadní biotop s vysokou krajinářskou hodnotou. | 49°58′19″ s. š., 17°47′19″ v. d. |
| 109  | PR Hněvošický háj                                                                | PR  | Hněvošický háj             | 67,71        | Kategorie „Nature Reserve Hněvošický háj“ na Wikimedia Commons         | Ochrana karpatských prvků květeny, které zde dosahují severozápadní hranice svého rozšíření. | 50° s. š., 17°59′27″ v. d.       |
| 115  | Hořina                                                                           | PR  | Hořina                     | 88,33        | Kategorie „Hořina“ na Wikimedia Commons                                | Bohatá lokalita šafránu Heuffelova | 49°59′58″ s. š., 17°43′41″ v. d. |
| 1518 | Hranečník                                                                        | PP  | Hranečník                  | 4,93         | Kategorie „Hranečník“ na Wikimedia Commons                             | Kolonie volavky popelavé (Arden cinerea), která je na severní Moravě vzácná a ve výběru charakteru hnízdní lokality ojedinělá. | 49°59′3″ s. š., 18°10′ v. d.     |
| 1774 |                                                                                  | PP  | Hůrky                      | 16,04        |                                                                        | Lesní porost přirozeného charakteru s vysokým zastoupením jesenického modřínu a borovice lesní | 49°59′44″ s. š., 17°41′56″ v. d. |
| 1141 | Hvozdnice                                                                        | PR  | Hvozdnice                  | 56,24        | Kategorie „Hvozdnice (nature reserve)“ na Wikimedia Commons            | Jedno z posledních bažinných území v nížinných oblastech Severomoravského kraje, s bohatým výskytem rostlinstva a živočišstva včetně geologických výtvorů. | 49°54′19″ s. š., 17°50′8″ v. d.  |
| 5791 | PP Jakartovice v červenci 2022                                                   | PP  | Jakartovice                | 13,1788      | Kategorie „Jakartovice (natural monument)“ na Wikimedia Commons        | Modrásek bahenní. | 49°54′18″ s. š., 17°41′58″ v. d. |
| 5792 | Poštovní rybník v PP Jilešovice-Děhylov                                          | PP  | Jilešovice-Děhylov         | 18,7423      | Kategorie „Jilešovice-Děhylov (natural monument)“ na Wikimedia Commons | Modrásek bahenní. | 49°53′2″ s. š., 18°10′9″ v. d.   |
| 153  | Kaluža                                                                           | NPR | Kaluža                     | 57,03        | Kategorie „Kaluža“ na Wikimedia Commons                                | Ochrana ojedinělého přirozeného smíšeného porostu. | 49°49′58″ s. š., 17°50′50″ v. d. |
| 586  | KZ louky                                                                         | PR  | Koutské a Zábřežské louky  | 197,62       | Kategorie „Koutské a Zábřežské louky“ na Wikimedia Commons             | Komplex mokřadních luk, rozptýlené zeleně a luhů se zbytky mrtvých ramen a periodicky zaplavovaných tůní v nivě řeky Opavy, mokřadní ekosystémy s výskytem zvláště chráněných druhů živočichů a rostlin, hnízdiště ptačích druhů | 49°55′13″ s. š., 18°3′43″ v. d.  |
| 277  |                                                                                  | PR  | Nové Těchanovice           | 5,76         |                                                                        | Ochrana ojedinělé směsi teplomilných a horských prvků. | 49°49′20″ s. š., 17°43′38″ v. d. |
| 287  | NPP Odkryv v Kravařích                                                           | NPP | Odkryv v Kravařích         | 1,34         | Kategorie „Odkryv v Kravařích“ na Wikimedia Commons                    | Jedinečný profil asalského zalednění, které zde zanechalo souvkové hlíny a štěrkopísky. | 49°56′35″ s. š., 17°59′45″ v. d. |
| 1517 |                                                                                  | PP  | Otická sopka               | 10,44        | Kategorie „Otická sopka“ na Wikimedia Commons                          | Třetihorní čedičové vyvřeliny a ledovcové uloženiny. | 49°54′54″ s. š., 17°51′35″ v. d. |
| 5797 | východnější a menší díl přírodní památky sloužící k ochraně aleje u dvora Paseky | PP  | Šilheřovice                | 95,1903      | Kategorie „Šilheřovice (natural monument)“ na Wikimedia Commons        | Páchník hnědý. | 49°55′27″ s. š., 18°16′53″ v. d. |
| 1737 | Přírodní rezervace Štěpán                                                        | PR  | Štěpán                     | 45,24        | Kategorie „Štěpán (nature reserve)“ na Wikimedia Commons               | Zachování velmi cenného území v údolní nivě řeky Opavy. Jedná s o rybník s přilehlým mokřadem patřící do bývalé jilešovicko - děhylovské rybniční soustavy (okres Opava). Cenologicky jde o velice pestré území s výskytem zvláště chráněných druhů rostlin. Součástí rezervace je přirozeně vytvořená tůň s plovoucím stulíkem žlutým a voďankou žabí a se společenstvem šťovíku klubkatého. Vyskytuje se zde rovněž zvláště chráněné druhy ptáků, vzácné druhy obojživelníků, plazů a savců, které indikují vysokou hodnotu tohoto území. | 49°51′45″ s. š., 18°11′44″ v. d. |
| 466  |                                                                                  | PR  | U Leskoveckého chodníka    | 28,97        |                                                                        | Ochrana přirozeného autochtonního porostu smrku, modřínu a jedle. | 49°48′10″ s. š., 17°54′30″ v. d. |
| 5799 |                                                                                  | PP  | Údolí Moravice             | 59,0032      |                                                                        | Přástevník kostivalový a střevlík hrbolatý. | 49°49′55″ s. š., 18°51′38″ v. d. |
| 476  | PP Úvalenské louky na konci března 2024                                          | PP  | Úvalenské louky            | 6,50         | Kategorie „Úvalenské louky“ na Wikimedia Commons                       | Přirozené vlhké louky s řadou ostřic | 50°2′13″ s. š., 17°45′53″ v. d.  |
| 487  |                                                                                  | PR  | Valach                     | 14,60        |                                                                        | Ochrana porostu charakteristického pro úvaly potoků a řek na humosnějších a hlubších profilech. | 49°48′47″ s. š., 17°49′2″ v. d.  |

## Zrušená chráněná území
| Kód  | Obrázek | Typ | Název           | Rozloha (ha) | Galerie Commons                                  | Popis území                                                          | Souřadnice                      |
| ---- | ------- | --- | --------------- | ------------ | ------------------------------------------------ | -------------------------------------------------------------------- | ------------------------------- |
| 1075 |         | PR  | V Kalužích      | 19,44        | Název kategorie na Wikimedia Commons nebyl zadán | Mokřadní louky s typickou květenou, krajinářsky velmi hodnotné území | 49°51′43″ s. š., 18°0′44″ v. d. |
| 1516 |         | PP  | Jezdkovický les | 14,66        | Název kategorie na Wikimedia Commons nebyl zadán | Smíšený, převážně smrkový les s vysokou koncentrací mravenišť        | 49°56′4″ s. š., 17°45′14″ v. d. |